# Four Brothers (jazz)
Four Brothers, originalmente, es el título de un tema de jazz, compuesto y arreglado por Jimmy Giuffre, grabado por la big band de Woody Herman, en Hollywood, el 27 de diciembre de 1947.
Por extensión, es el sobrenombre con que se conoce a la sección de saxofones en dicha grabación, integrada por Stan Getz, Zoot Sims, Herbie Steward y Serge Chaloff. 
Este tema fue el paradigma de una innovación sonora aportada por la banda de Herman: La formación de la cuerda de saxofones con un saxo alto, tres tenores y un barítono. Esto era muy inusual en la época, especialmente porque los tres tenores desarrollaban un estilo muy peculiar, deudor del de Lester Young, de forma relajada, con sonoridad desprovista de vibrato. El sonido four brothers se desarrolla en la banda de Herman, pero nace en el octeto del pianista Gene Roland y del trompetista Tommy De Carlo, que contaba con cuatro tenores: Getz, Sims, Steward y Giuffre. 
El impacto fue tan grande, que la orquesta de Woody Herman mantuvo durante décadas este tipo de formación, que llegó a conocerse como "The Four Brothers Band", cambiando los músicos pero no el sonido. Fueron four brothers posteriores, el propio Giuffre, Al Cohn, Gene Ammons, Richie Kamuca, etc. El momento más depurado de esta fórmula, fue con el Third Herd, la banda que mantuvo Herman entre 1950 y 1959, con los arreglos de Ralph Burns, que prescindió del saxo alto y formó la cuerda con cuatro tenores y un barítono.